# Maja Cederborgh
Julia Edit Maria "Maja" Cederborgh, född Sjöberg 17 september 1885 i Östersund, död 15 maj 1972 i Oscars församling i Stockholm, var en svensk skådespelare.
Hon var från 1912 gift med skådespelaren Artur Cederborgh, som avled 1961. De är begravda på Norra begravningsplatsen utanför Stockholm.

## Filmografi
- 1932 – Pojkarna på Storholmen

## Teater

### Roller
| År   | Roll        | Produktion                                              | Regi             | Teater                     |
| ---- | ----------- | ------------------------------------------------------- | ---------------- | -------------------------- |
| 1915 | Väninnan    | Lycko-Pers resa August Strindberg                       | Gunnar Klintberg | Svenska teatern, Stockholm |
| 1916 | Fru Dörffel | Gamla Heidelberg (Alt-Heidelberg) Wilhelm Meyer-Förster |                  | Svenska teatern, Stockholm |
| 1930 |             | Norrtullsligan Einar Fröberg                            | Einar Fröberg    | Teatern vid Sveavägen      |

### Fotnoter
1. ↑  ”Maja Cederborgh”. Svensk Filmdatabas. http://www.sfi.se/sv/svensk-filmdatabas/Item/?type=PERSON&itemid=59709&ref=%2ftemplates%2fSwedishFilmSearchResult.aspx%3fid%3d1225%26epslanguage%3dsv%26searchword%3dMaja+Cederborgh%26type%3dPerson%26match%3dBegin%26page%3d1%26prom%3dFalse. Läst 20 februari 2013.
2. ↑  SvenskaGravar
3. ↑  ”Teater, konst, litteratur”. Dagens Nyheter:  s. 9. 16 december 1915. https://arkivet.dn.se/tidning/1915-12-16/342A/9. Läst 23 mars 2024.
4. ↑  ”Gamla Heidelberg”. Musikverket. https://calmview.musikverk.se/CalmView/Record.aspx?src=CalmView.Performance&id=P7032&pos=158. Läst 23 mars 2024.
5. ↑  Bo Bergman (13 september 1930). ”'Norrtullsligan' på scenen”. Dagens Nyheter:  s. 5. https://arkivet.dn.se/tidning/1930-09-13/248/5. Läst 24 januari 2021.